# Interferón gamma
El interferón γ (IFN-γ), también llamado interferón inmunitario o de tipo II, es un tipo de citocina producida por linfocitos T CD4+ y linfocitos natural killer (NK) cuya función más importante es la activación de los macrófagos, con aumento en la capacidad fagocitaria de estos, tanto en las respuestas inmunitaria innatas como las respuestas celulares adaptativas. Previamente interviene en el reclutamiento de monocitos de la circulación. Cuando este es maduro presenta una estructura de homodímero antiparalelo que se une al receptor del interferón-γ (IFNGR). Este receptor está formado por dos subunidades llamadas IFNGR1 e IFNGR2.

## Actividad biológica
El interferón-γ tiene un importante papel en la inmunidad innata. Por lo tanto, ayuda a luchar contra algunas bacterias y, además, inhibe la replicación de virus. Esta citoquina estimula y modula el sistema inmune. Es el único interferón de tipo II, siendo serológicamente distinto del interferón tipo I, se une a diferentes receptores y es codificado por un locus distinto del cromosoma.
Otra de sus funciones es dirigir la diferenciación de linfocitos T CD4+ en linfocitos Th1, lo que ocurre en respuesta a los microbios, activando también a células dendríticas, macrófagos y linfocitos natural killer para inducir mayor secreción de IL-12, la cual promueve más diferenciación a Th1, amplificando fuertemente la reacción.
También aumenta la expresión de complejo mayor de histocompatibilidad I y II en células infectadas por virus, e inhibe a linfocitos Th2 disminuyendo la síntesis de Inmunoglobulina E.

## Control por citoquinas

### Control positivo
Las células presentadoras de antígeno (APC) liberan un grupo de citoquinas que controlan la producción de IFN-γ. Las citoquinas que regulan un control positivo sobre la producción de este homodímero son IL-12 y IL-18. Estas ayudan a que haya una conexión entre la inmunidad innata y la infección. Una vez el macrófago reconoce el patógeno, este causa la secreción de IL-12 y otras quimioquinas. Estas quimioquinas atraen a las células NK hacia la inflamación y IL-12 causa la síntesis del interferón-γ en estas células. Aparte de los macrófagos y las células NK, la producción de este tipo de interferón por las células T es controlada por estas dos interleuquinas.

### Control negativo
Los glucocorticoides, el factor de crecimiento B, IL-4 y IL-10 son reguladores negativos para la producción de INF-γ.

## Propiedades del Interferón gamma
Una vez este interferón es expuesto, las principales funciones serán la activación de macrófagos y la inducción de la expresión molecular del complejo mayor de histocompatibilidad de la clase 2 (MHC). No obstante, INF-γ está implicado en diversas funciones dentro del sistema inmune. Tiene propiedades inmunoregulatorias, antivirales y anti-tumorales. Igualmente, lleva a cabo la transcripción de 30 genes que están relacionados con respuestas celulares y fisiológicas. Los principales efectos de esta citoquina son:
- Promover la actividad de las células NK.
- Incrementar  la presentación de antígeno y la actividad lisosómica de los macrófagos.
- Activación de la óxido nítrico sintasa inducible (iNOS)
- Inducción de la producción de IgG2 y IgG3 gracias a la activación de las células B plasmáticas.
- Provocar un aumento de la expresión de MHCI en células normales así como de MHCII en las células presentadoras de antígeno.
- Promueve la adhesión de los factores de defensa intrínsecos y extrínsecos